# Plugget
Plugget är en svenskspråkig raplåt från första halvan av 1994. Den släpptes på singel och spelades mycket i radio. En video gjordes också. Framfördes av de två flickorna Sara Strand och Jun Wizelius i bandet Sara + Jun, födda 1981. Flickorna gick då i den svenska grundskolans årskurs 5. Plugget är en vardaglig benämning på skolan och låten handlar om skolan utifrån de två tjejernas perspektiv.

### Fotnoter
1. ↑  ”Plugget”. Svensk mediedatabas. 26 februari 1994. http://smdb.kb.se/catalog/id/001505227. Läst 4 augusti 2012.